# Каликино (Тамбовская область)
Каликино — село в Безукладовском сельсовете Токарёвского района Тамбовской области.

## География
Расположено в верховьях реки Плата в 3,5 км к северо-западу от Безукладовки, в 5,5 км от Токарёвки и в 80 км к юго-юго-западу от Тамбова.
Село состоит из двух улиц, вытянутых по берегам реки. На реке в селе имеются пруды.
Единственная автодорога связывает село с Токарёвкой (к Безукладовке и к автодорогам на Тамбов, Мордово, Жердевку, Ржаксу).
Вдоль южной окраины села проходит ж.-д. линия Липецк — Волгоград (село находится посредине между станциями 564 км и Токарёвка).

## Население
| 2002 | 2010 |
| ---- | ---- |
| 164  | ↘144 |

## История
Упоминается в документах ревизской сказки 1858 года по Тамбовскому уезду под названием деревня Большая Каликино. Была заселена государственными крестьянами, которых числилось: мужского пола — 127, женского пола — 124, а домов — 13. Некоторые крестьяне-домохозяева, проживавшие в то время в Каликино: Есиков Степан, Трунов Алексей, Пашков Пантелей, Суслов Иван, Никулин Трофим, Панин Ивлей.
В 1900 году в селе была построена Ильинская церковь (разрушена в 1933 году). В епархиальных сведениях 1911 года говорится, что в селе Каликино насчитывался 101 крестьянский двор с населением: мужского пола — 480, женского пола — 516 человек. Земельный надел у крестьян был более десятины на каждую мужскую душу.

## Известные жители
- Николай Карельский (псевдоним — Вирта) — советский писатель, родился в селе Каликино 3 декабря 1905 года[3] (указанный в большинстве источников 1906 год неверен, как и неверно указание в ряде источников на рождение писателя в Большой Лазовке).

- Евгений Степанович Карельский (отец Николая Карельского-Вирты) — местный священник, впоследствии сменил ещё несколько приходов (Волчки, Горелое) в Тамбовской губернии; расстрелян в Большой Лазовке, куда в дальнейшем переехала семья Карельских, в 1921 году по приказу советской власти как сторонник Антонова (в качестве заложника).

## Ритуальные места

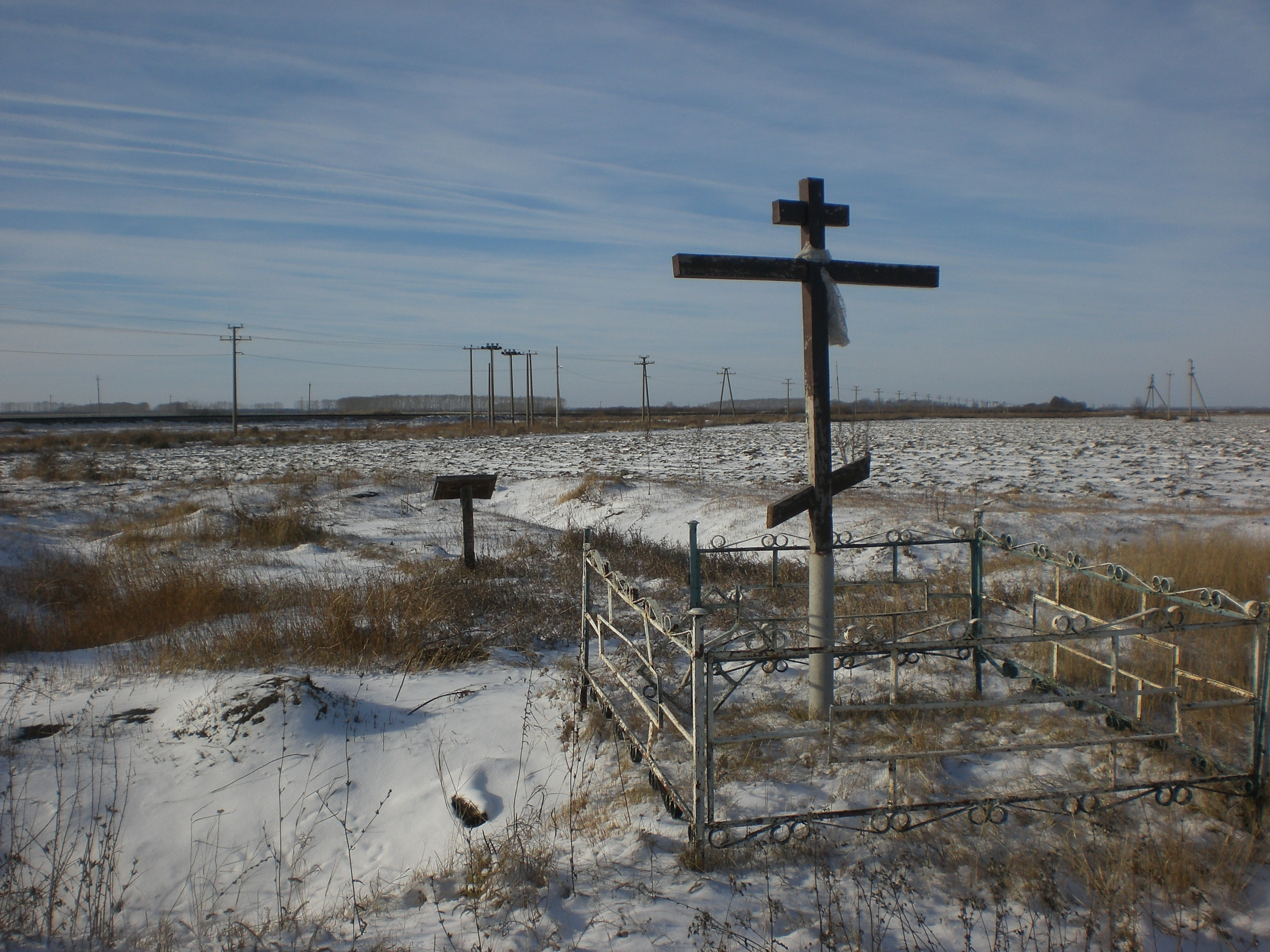
Памятный крест на месте Ильинской церкви. Вокруг креста хорошо сохранился правильный ров от фундамента церкви.
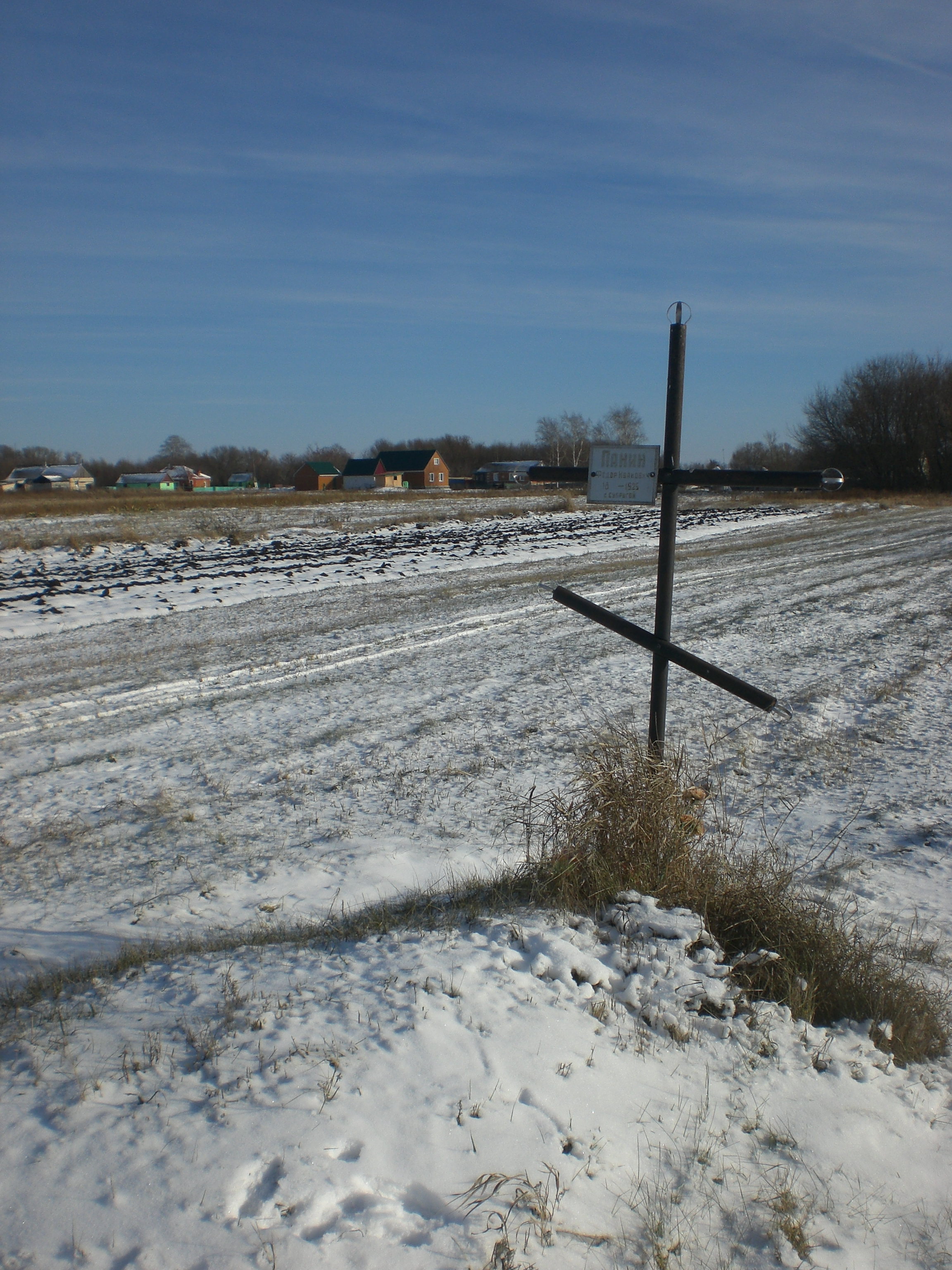
Фёдор Панин (ум. 1925 г.) с супругой похоронены рядом с бывшей церковью.
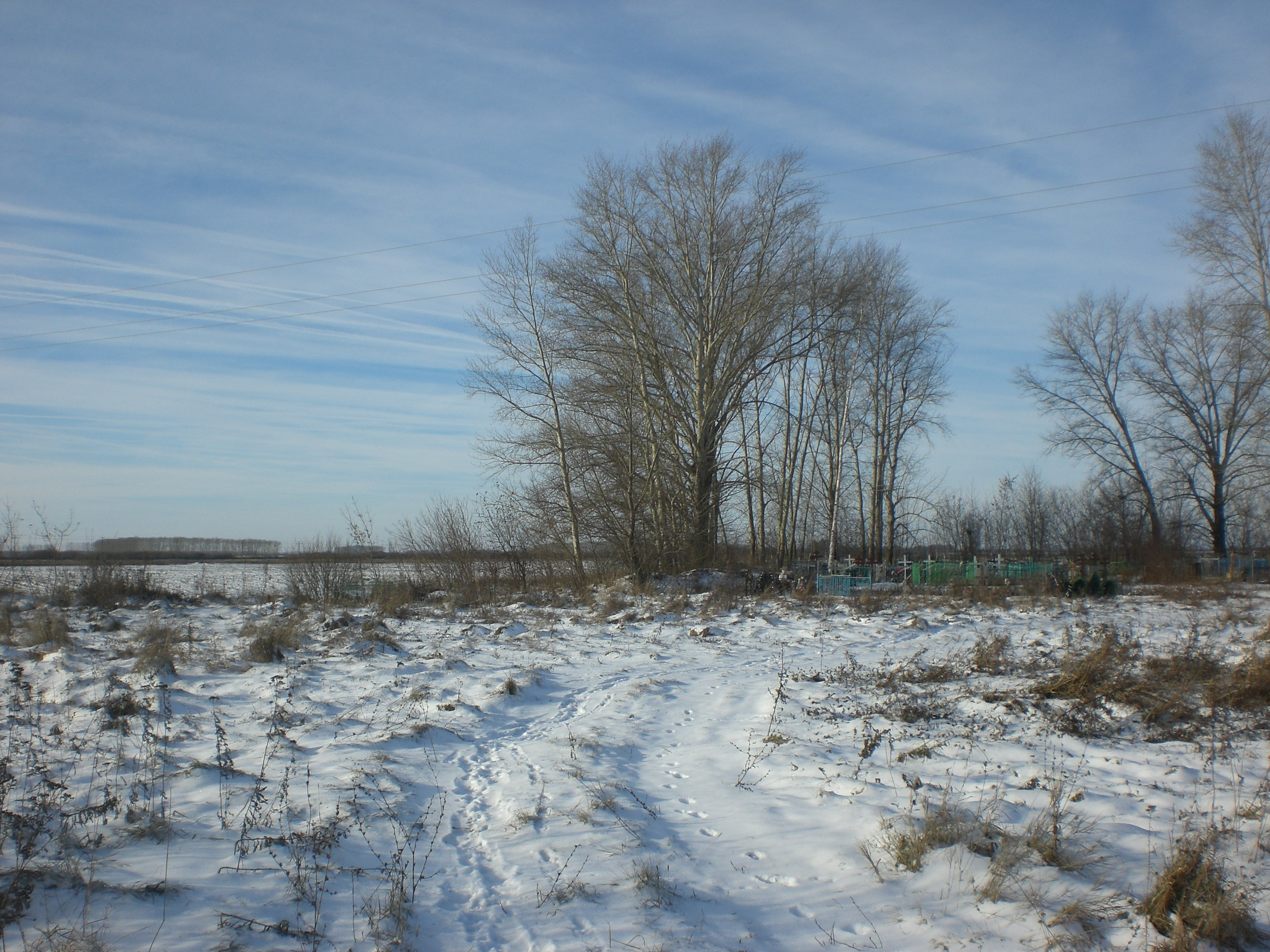
Основное кладбище - поодаль.